# Супаул
Супаул (англ. Supaul) — город на севере центральной части штата Бихар, Индия. Административный центр округа Супаул.

## История
Город был почти полностью затоплен в результате сильных наводнений 2008 года, связанных с тем, что река Коси поменяла своё русло.

## География
Абсолютная высота — 33 метра над уровнем моря. Расположен примерно в 259 км от административного центра штата, города Патна, недалеко от границы с Непалом. Через Супаул протекает река Коси.

## Население
По данным на 2013 год численность населения составляет 74 079 человек.
Динамика численности населения города по годам:
| 1991   | 2001   | 2013   |
| ------ | ------ | ------ |
| 40 588 | 54 085 | 74 079 |